# Strojvedoucí

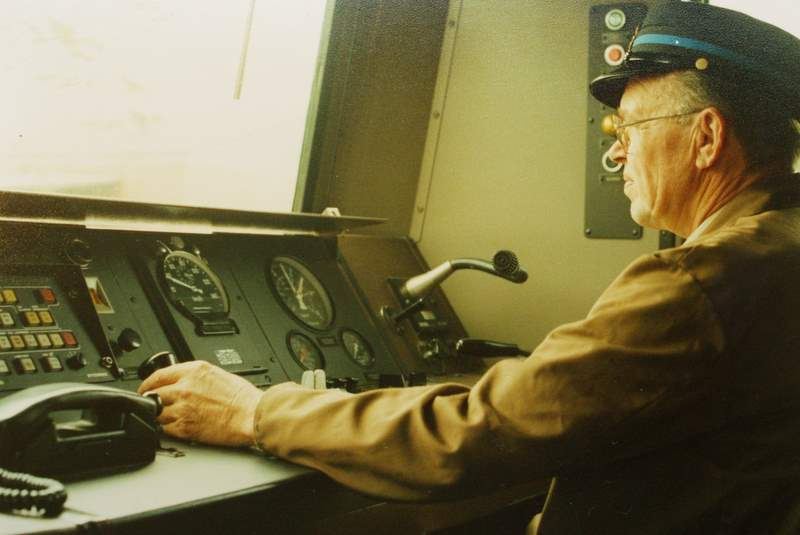
Dánský strojvedoucí v roce 1987

Strojvedoucí neboli strojvůdce je strojníkem a řidičem železničních hnacích vozidel a tedy i vlaků, které jsou hnacími vozidly vedeny. Mezi vlaky patří podle české legislativy i vlaky podzemní dráhy – metra. Strojvedoucí řídí vlaky ze stanoviště v hnacím vozidle (lokomotiva, motorový vůz nebo speciální hnací vozidlo) nebo v řídicím voze. V legislativě byl původní výraz strojvůdce nahrazen slovem strojvedoucí. Z jazykového hlediska jsou oba výrazy rovnocenné a srovnatelně užívané, původní tvar se i nadále používá v názvech organizací (např. Federace strojvůdců České republiky, Cech strojvůdců, Strojvůdci CZ s.r.o. atd.) i v publicistice a zpravodajství.
Do druhé světové války byl používán výraz strojvůdce, ale pro zachování jedinečnosti vůdce Adolfa Hitlera[zdroj⁠?!] se označení změnilo na obourodé slovo strojvedoucí a po válce u novějšího tvaru zůstalo.
Výraz „strojvedoucí“ se řídce používá i pro strojníky v jiných oborech, například „strojvedoucí lepenkového stroje“.

## Požadavky na strojvedoucí
Na strojvedoucí jsou kladeny poměrně vysoké zdravotní a kvalifikační požadavky. Nejprve uchazeč musí absolvovat náročná zdravotní vyšetření – psychologické, neurologické, psychotesty, oční perimetry, barvocit, a mnoho dalších. Po několikaměsíční praxi v dílnách na opravě lokomotiv mají nejméně půl roku zácvik na hnacím vozidle pod dohledem zkušeného kolegy (tzv. strojvedoucí  "v zácviku", nebo "v zaškolení". Ten řídí hnací vozidlo pod dohledem strojvedoucího, ke kterému je do zácviku přidělen. Za správný výkon služby je zodpovědný zkušený strojvedoucí/ školitel. Plně zodpovídá jak po technické stránce (obsluha stroje),tak i po dopravní stránce (pokud strojvedoucí v zácviku dosud nesložil zkoušky z dopravních předpisů. Pokud však strojvůdce v zácviku složil příslušnou dopravní zkoušku, odpovídá za výkon služby po dopravní stránce sám. U ČSD platila zásada, že každý zaměstnanec při výkonu služby nese odpovědnost v rozsahu své odbornosti – odbornost je dána úspěšným složením úřední odborné zkoušky). Potom, co strojvedoucí absolvuje jízdní zácvik, musí úspěšně složit zkoušky u drážního úřadu ministerstva dopravy, a to z legislativy, techniky, elektra (základy, technika a bezpečnostní normy) a mechaniky. Součástí je i praktická zkouška (jízda, řízení hnacího vozidla, odstranění běžných provozních závad na vozidle). Tak získá licenci pro výkon povolání strojvedoucího. Před zařazením do služby musí ještě absolvovat psychologické vyšetření ("psychotesty"),  zkoušku z platných dopravních předpisů a dalších předpisů se službou strojvedoucího souvisejících. (Zdravotní způsobilost strojvedoucího ověřuje lékař v dvouletých, nebo ročních intervalech – záleží na věku strojvůdce.  Zaměstnavatel v případě potřeby může nařídit další mimořádné prohlídky  a kontroly jeho zdravotního stavu – např. po nemoci apod.).Dále strojvůdce potřebuje "poznání" všech řad (typů) hnacích vozidel, které má řídit a obsluhovat. Následuje poznání trati (také stanice, depa, vlečky apod.) a místní výkony na posunu nejméně další půlrok. Před samostatným výkonem služby (řízení vlaku) na určité konkrétní trati musí získat tzv. "poznání" trati (poznání traťových a místních poměrů – to se po roce obnovuje, pokud na příslušné trati strojvedoucí během roku službu nevykonával). Poznání trati vykoná tak, že řídí hnací vozidlo na trati, kterou "poznává", a to pod dohledem strojvedoucího, který je na daném vlaku právě ve službě. Danou trať musí projet oběma směry 2x ve dne a 2x v noci. V nedávné minulosti se například nemohl stát strojvedoucím nikdo s vadou zraku (včetně nutnosti nosit brýle), současný předpis připouští korekci brýlemi do -8 a +5 dioptrií (korekce kontaktními čočkami může být i vyšší).
Strojvedoucí, který povede vlak na trati, pro kterou nemá "platné poznání" musí mít na stanovišti ještě "druhého strojvůdce". Druhý strojvůdce – tzv. "pilot" pojížděnou trať zná (má platné seznání trati a zodpovídá za vedení vlaku po dopravní stránce, bez ohledu na to, zda vlak sám řídí, nebo ne. Pilotem na vlaku vedeném hnacím vozidlem (HV) závislé trakce, může být jen strojvůdce s oprávněním k řízení HV  závislé trakce. Nestačí tedy např. oprávnění k řízení motorových lokomotiv). Typickým příkladem nasazení "pilota" je jízda vlaku odklonem po jiné trati při  jakýchkoliv mimořádnostech. (V německé literatuře je druhý strojvůdce, znalý trati, nazýván Lotse – lodivod).
Podrobné požadavky na odbornou a zdravotní způsobilost (nejen) strojvedoucích jsou uvedeny v Řádu pro zdravotní a odbornou způsobilost osob při provozování dráhy a drážní dopravy, který je obsahem vyhlášky Ministerstva dopravy č. 101/1995 Sb. v platném znění.

## Obsazení lokomotiv strojvedoucími
U parních lokomotiv musel být kromě strojvedoucího na řídícím stanovišti přítomen také pomocník strojvedoucího (neboli topič, který obsluhoval oheň v peci a napájení kotle vodou. Zpravidla býval jen jeden, ale mohlo jich být i více, například u těžkých vlaků vedených výkonnou parní lokomotivou.Topiči sloužili ve dvojici např. na lokomotivách řady 486.0 v 50. letech. Tyto stroje nebyly tehdy vybaveny mechanickým přikladačem uhlí a ruční obsluha topeniště byla fyzicky velmi náročná, zejména při vozbě těžkých rychlíků na hlavních tratích, kdy projížděly bez zastavení a plným výkonem dlouhé traťové úseky. (Byly to nejvýkonnější parní lokomotivy našich drah a výkonem je překonaly až novější stroje řady 498.0 a 498.1, dobře známé pod přezdívkou Albatros). V 50. a začátkem 60. let 20. století čekávaly na některých nádražích čety s lopatami. Po příjezdu vybraného parního stroje vylezly na tendr a nahrnuly uhlí ze zadní části tendru dopředu, aby topič mohl při jízdě vlaku snadněji přikládat uhlí do topeniště lokomotivy. Před odjezdem sestoupily a čekaly na další vlak. Práce topiče při obsluze topeniště byla později unadněna mechanickým (šnekovým) přikladačem uhlí, který dopravil palivo z tendru do pece. Lokomotivy motorové a elektrické trakce ve službě u ČSD (Československých státních drah) byly obsazovány strojvedoucím a pomocníkem strojvedoucího (běžně se užívalo i označení "mechanik"). Na začátku 70. let byla zaváděna tzv. jednomužka – jednomužná obsluha lokomotivy, strojvedoucí pak sloužil sám, bez mechanika a lokomotiva byla vybavena liniovým vlakovým zabezpečovačem LVZ – hovorově zvaným "elvézetka", "vézetka" , nebo také "živák". Strojvedoucí v periodickém intervalu obsluhoval tlačítko bdělosti (odtud název "živák"). Pokud strojvedoucí tlačítko nestiskl, na konci intervalu se ozval výstražný tón. Když strojvedoucí ani potom nereagoval stiskem tlačítka bdělosti, vlak se automaticky zastavil. Došlo k rychlému brzdění, stejně, jako při "stržení" rukojeti záchranné brzdy kdekoliv ve vlakové soupravě. (Už dlouhá léta před tím sloužili strojvedoucí "jednomužně" na motorových vozech v osobní dopravě. Společně se strojvedoucím byl na řídícím stanovišti motorového vozu i vlakvedoucí, ten však neměl všechny povinnosti pomocníka strojvedoucího. Na motorových vozech nebylo zařízení s funkcí automatického zastavení vlaku. Vlakvedoucí byl bezprostředně nadřízeným všech zaměstnanců ve službě na vlaku, měl odpovědnost po dopravní stránce a řídil práci průvodčího.
V případě, že je vlak veden několika lokomotivami, je na každém stroji strojvedoucí, mimo případů, kdy jsou lokomotivy ovládány ze stanoviště vedoucí lokomotivy v čele vlaku prostřednictvím mnohočlenného řízení.
Pro obsluhu lokomotivy, ať ji tvoří jeden nebo více členů, se užívá na železnici termín lokomotivní četa.